# Garrulus lidthi
El arrendajo de Lidth (Garrulus lidthi) es una especie de ave paseriforme de la familia endémica de Japón.

## Descripción
Mide unos 38 cm de largo total, es un poco más grande que su pariente el arrendajo euroasiático, con un pico proporcionado más grueso y una cola más larga. No se observa tenga cresta, las plumas de su cabeza son de un negro aterciopelado, sus hombros y espalda son de un azul profundo y el resto de su cuerpo son de un color castaño oscuro.

## Hábitat y distribución
Este arrendajo habita una zona muy limitada que comprende solo las islas de Amami Ōshima y Tokunoshima en el sur de Japón, prefiere bosques de pino, zonas boscosas y cultivadas especialmente cerca de villas.

## Alimentación y reproducción
Su alimento son principalmente bellotas del roble nativo Quercus cuspidata pero también consume pequeños reptiles e invertebrados de muchas especies.
Anida en cavidades en los árboles, excepto por esto su puesta se asemeja al de las otras dos especies de Garrulus encubando de 3 a 4 huevos.

## Estado de conservación
Antiguamente la especie se encontraba amenazada ya que era perseguida por sus plumas, utilizadas para adornar sombreros femeninos. En la actualidad se encuentra amenazado por la mangosta pequeña asiática, que fue introducida para controlar a la serpiente venenosa Ovophis okinavensis. La especie posee una protección total según la legislación japonesa y su población se ha ido incrementando gracias al control de la población de mangostas.